# Życie i Nowoczesność
„Życie i Nowoczesność” („ŻiN”) – czwartkowy dodatek do dziennika „Życie Warszawy”, powołany do istnienia w maju 1970 z inicjatywy Stefana Bratkowskiego, który też był jego pierwszym kierownikiem. Dodatek miał daleko idącą niezależność od redakcji macierzystej, propagował nowoczesne myślenie o gospodarce i podstawy demokracji, popularyzował najnowsze osiągnięcia nauki i techniki.
„Życie i Nowoczesność” zgromadziło w swym zespole wielu wybitnych dziennikarzy, którzy na trwale zapisali się w historii prasy polskiej. Byli między nimi Juliusz Rawicz, Karol Szyndzielorz, Jerzy Zieleński, Jerzy Szperkowicz, Joanna Horodecka, Władysław Fiałkowski, Andrzej Gorzym,Iwona Jacyna, Roma Przybyłowska i inni. Z tego kręgu wyszli również Jerzy Baczyński, Edwin Bendyk, Jacek Poprzeczko (dziennikarze tygodnika „Polityka”), Joanna Zimakowska („Świat Nauki"). Z dodatkiem współpracowało także wielu wybitnych dziennikarzy–popularyzatorów nauki. Lech Pijanowski prowadził rubrykę łamigłówkarską „Rozkosze łamania głowy”. Z uwagi na propagowanie poglądów nie do przyjęcia dla ówczesnych władz PRL, w 1973 trzon redakcji wyrzucono z pracy, a niektórzy dziennikarze (Stefan Bratkowski, Józef Kuśmierek) dostali wilcze bilety. Nowym redaktorem naczelnym został Karol Szyndzielorz. „ŻiN” dalej starało się utrzymywać swoją linię redakcyjną, ale już bez dawnej zadziorności.
Stefan Bratkowski powrócił do redakcji jesienią 1980. Po wprowadzeniu stanu wojennego (1981) „ŻiN” przestało istnieć. Próba odrodzenia w nowych warunkach jako dodatku do Gazety Wyborczej (Gazeta i Nowoczesność) okazała się nieudana ze względów komercyjnych. Uruchomiony samodzielny tygodnik „Nowoczesność” mimo sprzedawanych 36 tys. egz. tygodniowo nie utrzymał się na rynku, „Nowoczesność” jako wydawnictwo zdołało jednak wprowadzić na rynek polski klasyczne pozycje z zakresu zarządzania, słynne prace Petera Druckera i Chestera Barnarda.